# Tromatobia quadricolor
Tromatobia quadricolor là một loài tò vò trong họ Ichneumonidae.